# ジンヨウイチヤクソウ
ジンヨウイチヤクソウ（腎葉一薬草、学名：Pyrola renifolia）はツツジ科（旧分類である新エングラー体系やクロンキスト体系ではイチヤクソウ科）イチヤクソウ属の常緑の多年草。
旧分類のイチヤクソウ科は、新しいAPG植物分類体系では科全体がツツジ科イチヤクソウ亜科に含められている。

## 特徴
根茎は細長く地下を横に這う。葉に長さ2-5cmになる細い葉柄があり、葉身は腎状円形で、長さ1-2cm、幅1.5-3cmで、長さより幅が広く、先端は円いかややへこみ、基部は心形で左右の基部が重なり合い、縁は波状になるかわずかの低い鋸歯がある。葉は薄い革質で表面に光沢は無く、葉脈が粗い網状となって多少隆起し、葉脈に沿って白斑がある。同属のマルバノイチヤクソウに似るが、同種には本種にある葉脈に沿う白斑がない。
花期は6-8月。葉の間から高さ6-15cmになる花茎を伸ばし、総状花序をつけ、2-6個の花が下向きにつく。花茎に1個の小さな線形の鱗片葉をつけるが、ときに無い。萼片は緑色で5個あり、卵状円形で先は円く、長さ幅ともに約1mmになる。花は緑白色で径約1cm、花弁は5個あり離生する。雄蕊は10個あり、葯は花柱の上部に集まる。花柱は湾曲し、長さ6-8mmになり柱頭は小さく5裂する。果実は径7mmの蒴果になる。

## 分布と生育環境
日本では、南千島、北海道、本州中部地方以北に分布し、低山から亜高山の針葉樹林の林床や林縁などに生育する。
国外では、サハリン、朝鮮半島、中国大陸（東北部）、アムールに分布する。

## 名前の由来
和名ジンヨウイチヤクソウは、「腎葉一薬草」の意で、葉の形が「腎臓形」であることによる。
種小名 renifolia は、「腎臓形の葉の」の意味。

## 利用
葉はリキュールの材料になる。葉を切り取って丁寧に洗ったあと、葉の2倍の量のホワイトリカーに漬ける。2-6ヵ月すぎると淡黄褐色のリキュールができる。この方法は、イチヤクソウ属の全種で同じように利用できる。

## ギャラリー
- 葉は腎臓形で葉脈に沿って白斑がある。
- 花は緑白色で花弁は5個あり離生する。
- 若い果実。萼片は緑色で卵状円形になる。